# Jean-François Oeben
Jean-François Oëben, Johann Franz Oeben, est un ébéniste de renom et réputé pour sa marqueterie et ses meubles à mécanismes de style Transition. Né à Heinsberg (duché de Juliers) le 9 octobre 1721, il vécut principalement à Paris où il mourut le 21 janvier 1763.

## Biographie
D'origine flamande, Jean-François Oeben naquit le 9 octobre 1721 à Heinsberg . On ne connaît rien sur la vie de Jean-François Oeben avant son entrée en apprentissage en 1751[réf. souhaitée] dans l'atelier du dernier fils vivant d'André-Charles Boulle, Charles-Joseph Boulle, si ce n'est son arrivée à Paris dans les années 1740 et son mariage avec Françoise Marguerite Vandercruse, sœur de l'ébéniste Roger Vandercruse, en 1749.
Brillant ébéniste, il collabora probablement à son arrivée en France avec Jean-Pierre Latz[réf. souhaitée]. En 1754, à la mort de Charles Joseph Boulle et grâce au soutien de la marquise de Pompadour, il devint « ébéniste du Roy » et obtint son propre atelier aux Gobelins avant que son atelier déménage à l'Arsenal en 1756. Du fait de son logement dans des enceintes royales, il était dispensé des règles de la corporation des menuisiers ébénistes ; cependant, en 1761, il sollicita sa « maîtrise » auprès de cette corporation.

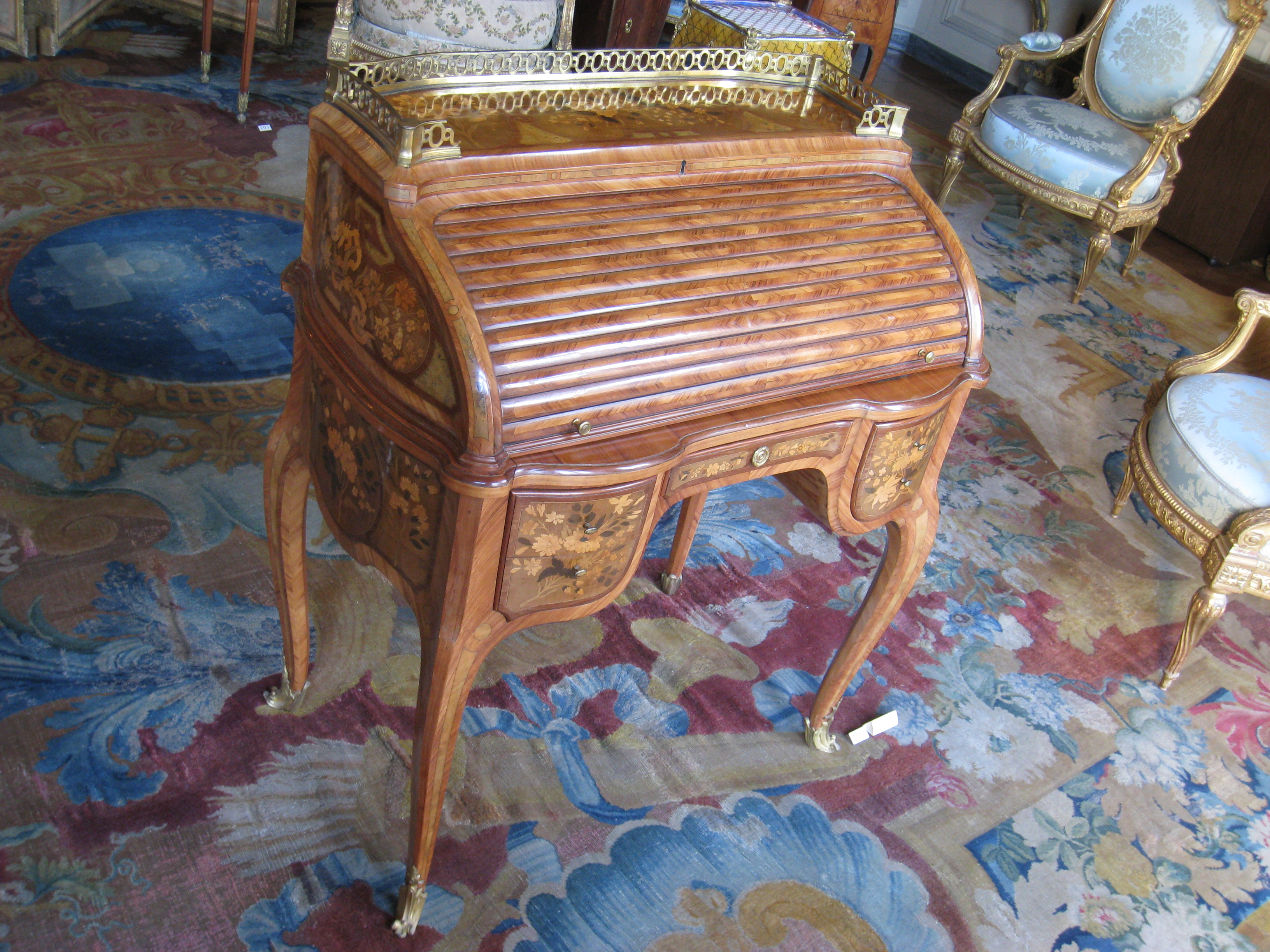
Secrétaire à cylindre de Jean-Francois Oeben, musée Nissim de Camondo, Paris

Jean-François Oeben était réputé pour ses petits meubles à mécanismes et ses marqueteries d'une grande finesse, ce qui l'amena à travailler pour l'élite de la cour royale, qu'il s'agisse de Madame de Pompadour, du duc de Choiseul, ou du prince de Soubise. Son œuvre la plus célèbre est un secrétaire « à cylindre », le bureau du Roi Louis XV, commandé en 1760, qu'Oeben n'eut pas le loisir d'achever avant sa mort à Paris le 21 janvier 1763. Sa succession donna lieu à une lutte entre ses principaux élèves, Jean-François Leleu et Jean-Henri Riesener, également immigré allemand. Riesener l'emporta et, en 1769, termina le bureau ,, actuellement conservé au château de Versailles
La veuve d'Oeben continua à faire estampiller du fer de son mari les meubles de son chef d'atelier Jean-Henri Riesener, jusqu'à ce que celui-ci reprenne l'entreprise en l'épousant le 6 août 1767,. Ainsi les meubles fabriqués par Jean-François Oeben avant qu'il n'obtienne sa maîtrise en 1761 ne portent pas son estampille tandis que ceux produits par Riesner entre 1763 et 1768 sont signés du nom d'Oeben. Sa veuve semble avoir conservé son magasin au nom d'Oeben, à l'Arsenal, jusqu'en 1772.

## Famille
Le frère de Jean-François Oeben, Simon, était également ébéniste (maître en 1769), il eut une plus longue carrière et épousa, comme Jean-François, une des sœurs de Roger Vandercruse, Marie-Marguerite. Le duc de Choiseul en fit son ébéniste favori.
Marie-Catherine Oeben, sœur de Jean-François, épousa l'ébéniste Martin Carlin.
Par sa fille Victoire, Jean-François Oeben est le grand-père du peintre Eugène Delacroix.

## Style et principaux apports aux techniques de l'ébénisterie

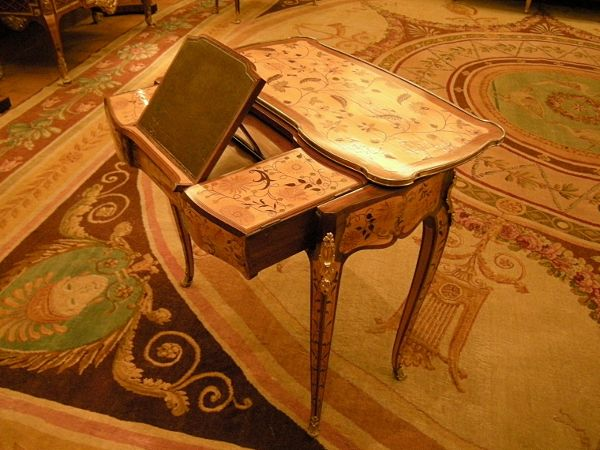
Table mécanique attribuée à Jean-François Oeben (vers 1760), musée Cognacq-Jay, Paris

Jean François Oeben n'ayant signé ses meubles que pendant les deux dernières années de sa vie et son estampille ayant été utilisée après sa mort, c'est avant tout son style personnel qui permet l'identification des meubles de sa fabrication.
Jean-François Oeben est un ébéniste principalement de style Transition. Les quelques meubles de style Louis XV tardif qu'il a réalisés se distinguent déjà de la rocaille et sont d'un style intermédiaire ; quant au meubles néo-classiques estampillés de son nom, il s'agit d'œuvres posthumes produites dans son atelier.
Les marqueteries de Jean-François Oeben sont parmi les plus réputées du XVIIIe siècle. Il privilégiait les compositions florales au début de sa carrière avant de se tourner vers des motifs plus géométriques, notamment des cubes et des cercles entrelacés très caractéristiques de son style.
C'est à l'Arsenal qu'il mit au point une typologie de meuble à mécanisme à laquelle appartient le bureau à cylindre. Il en inventa deux types, le bureau à cylindre rigide et celui à cylindre souple (lorsque le cylindre est composé de lamelles de bois). C'est à cette seconde catégorie qu'appartient le Bureau du roi. Oëben met également au point des tables mécaniques et des tables dites à la Bourgogne, qui sont utilisables comme bibliothèques mais qui sont aussi des secrétaires à abattant. Elles contiennent des tiroirs, une table coulissante que l'on pouvait utiliser dans son lit, ou peuvent être utilisées comme un marchepied. Oeben mit aussi au point des secrétaires en armoire dont la partie basse ferme en panneaux coulissants. Il réalisa enfin un siège de malade pour le duc de Bourgogne, petit-fils de Louis XV mort à 10 ans d'une tuberculose osseuse.

## Hommage
À Paris, un collège porte le nom de Jean-Francois Oeben. Il est situé 21 rue de Reuilly dans le 12e arrondissement.